# Guillermo Lopetegui
Guillermo Lopetegui Soto (Valdivia, 3 de octubre de 1886 - Puerto Montt, 26 de noviembre de 1953) fue un profesor y político liberal chileno. Hijo de Francisco Lopetegui Mena y Rosalba Soto Neira. Contrajo matrimonio con Olga Rosas Vázquez.
Educado en el Seminario de Puerto Montt y en la Escuela Normal de Preceptores de Valdivia. Ejerció la docencia y la política desde el Partido Liberal. 
Fue elegido alcalde de la Municipalidad de Puerto Montt (1935-1938).  